# خواجة فضل الله (مقاطعة تشرام)
خواجة فضل‌الله (بالفارسية: خواجه فضل‌الله) هي قرية تقع في قسم تشرام الريفي (مقاطعة تشرام) في إيران.